# Tilahun Gesesse
Tilahun Gesesse (Amhaars: ጥላሁን ገሠሠ) (Addis Abeba, 27 september 1940 - aldaar, 19 april 2009) was een Ethiopisch zanger.
Hij was een van de belangrijkste en meest populaire zangers van Ethiopië. Zijn loopbaan begon in het "Hager-Fikir-Theater" in Addis Abeba. In de jaren 1960, op het hoogtepunt van zijn roem, trad hij op met de Imperial Bodyguard Band, een van de belangrijkste orkesten in het toenmalige Ethiopië. Hij werd de Voice of Ethiopia genoemd. De meeste opnames van Gessesse zijn in het Amhaars; een aantal nummers is opgenomen in het Oromo.

## Gedeeltelijke discografie
- (2000) Greatest Hits - Ethio Sound ES-116
- (2003) Ethiopiques Volume 17 - Buda Musique 82266-2